# Ringerike
Ringerike ist eine Kommune im norwegischen Fylke Buskerud. Die Kommune hat 31.793 Einwohner (Stand: 1. Januar 2025). Verwaltungssitz ist die Stadt Hønefoss. Die Kommune liegt im Nordwesten von Oslo.

## Geografie
Ringerike liegt im Nordosten des Fylkes Buskerud. Die Kommune hat elf Nachbarkommunen: Sie grenzt an die Kommunen Søndre Land, Gran, Jevnaker und Lunner im Osten, Oslo und Bærum im Südosten, Hole im Süden, Modum im Südwesten, Krødsherad und Flå im Westen sowie Sør-Aurdal im Nordwesten. Die Nachbarkommunen Søndre Land, Gran und Sør-Aurdal gehören zum Nachbarfylke Innlandet, Oslo bildet sein eigenes Fylke und Jevnaker, Lunner und Bærum liegen im Nachbarfylke Akershus.
Der See Tyrifjorden befindet sich im Süden der Kommune und gehört teilweise zu Ringerike. Durch den Osten von Ringerike fließt durch das Tal Ådalen die Begna in Nord-Süd-Richtung. Sie durchfließt im Norden der Kommune den See Sperillen. In Hønefoss befindet sich in der Begna der Wasserfall Hønefossen und die Begna fließt in der Stadt mit der Randselva zusammen. Die beiden Flüssen bilden dabei die Storelva, die im Süden der Kommune in den Tyrifjorden mündet. Zudem mündet in Ringerike die Sokna in den Tyrifjorden. Sie fließt aus dem Nordwesten durch das Soknedalen auf den See zu. Die Gesamtfläche der Kommune beträgt 1.555,1 km², wobei Binnengewässer zusammen 133,2 km² ausmachen.
Im Norden und Westen des Tyrifjordens erstreckt sich ein Flachlandgebiet. Das Flachland ist von stärker von Bergen geprägten Waldgebieten umgeben. Der Südosten der Kommune geht in die Marka, einem Waldgebiet rund um das Osloer Stadtgebiet, ein. Der in Ringerike liegende Part der Marka gehört zum Teilgebiet Krokskogen. Die höchste Erhebung der Kommune Ringerike ist der Gyranfisen im Nordwesten der Kommune. Der Berg erreicht eine Höhe von 1126,85 moh.

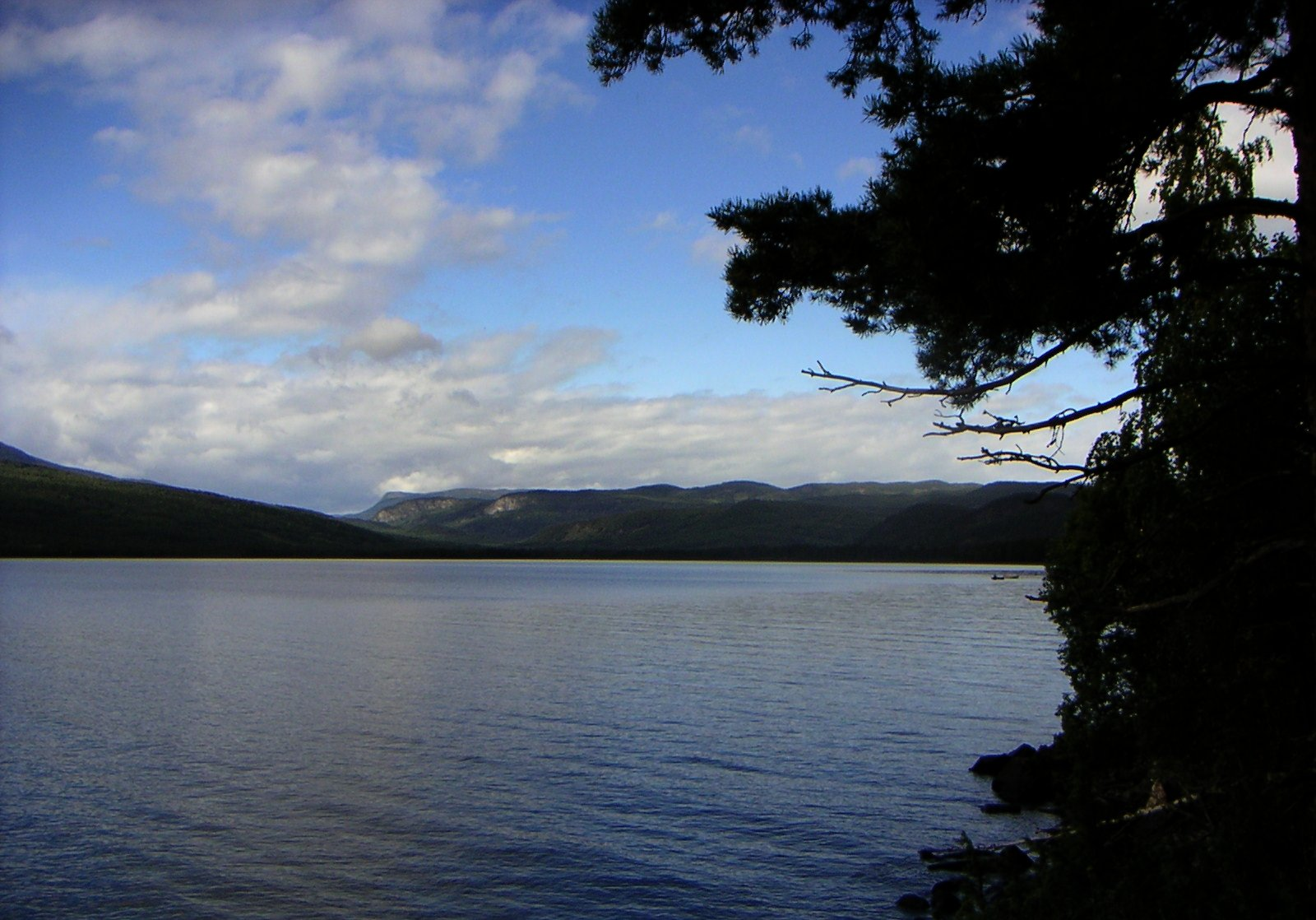
Sperillen
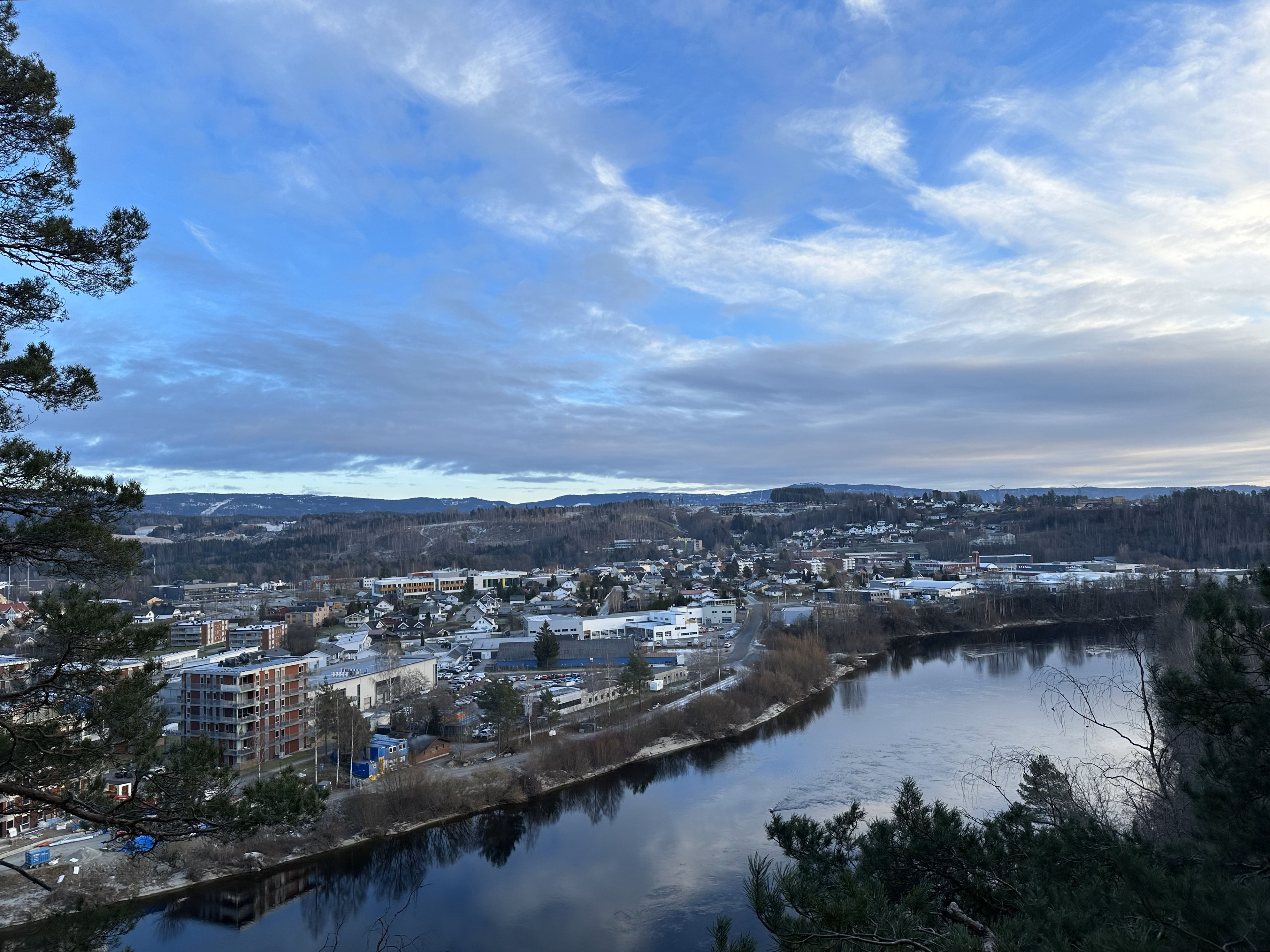
Blick auf Hønefoss

## Einwohner
Die Einwohnerzahl auf dem Gebiet der heutigen Kommune Ringerike wuchs nach dem Ende des Zweiten Weltkriegs gleichmäßig an. Das Zentrum der Kommune mit der dichtesten Besiedelung stellt die Stadt Hønefoss dar. Der Norden Ringerikes ist hingegen eher dünn besiedelt. In der Kommune liegen mehrere sogenannte Tettsteder, also mehrere Ansiedlungen, die für statistische Zwecke als eine städtische Siedlung gewertet werden. Diese sind Hønefoss mit 17.084, Vang (Hønefoss) mit 2528, Tyristrand mit 1223, Sokna mit 630, Hallingby mit 888, Norderhov mit 317 der insgesamt 323 Einwohner des Tettsteds, Nakkerud mit 355, Nymoen mit 272 und Helgelandsmoen mit 68 der insgesamt 607 Einwohner des Tettsteds (Stand: 1. Januar 2024).
Die Einwohner der Kommune werden Ringeriking genannt. Offizielle Schriftsprache ist wie in vielen Kommunen in Buskerud Bokmål, die weiter verbreitete der beiden norwegischen Sprachformen.
| Jahr          | 1986   | 1990   | 1995   | 2000   | 2005   | 2010   | 2015   | 2020   | 2025   |
| ------------- | ------ | ------ | ------ | ------ | ------ | ------ | ------ | ------ | ------ |
| Einwohnerzahl | 26.797 | 27.275 | 27.407 | 27.917 | 28.079 | 28.806 | 29.712 | 30.641 | 31.793 |

## Geschichte
Ringerike wurde bereits früh besiedelt. Es gibt archäologische Funde, die bis in die Steinzeit zurückreichen. Nordwestlich von Hønefoss befinden sich Hügelgräber aus der Eisenzeit. Hønefoss erhielt im Jahr 1852 den Status als Kjøpstad und damit die vollen Handelsprivilegien. Es folgte daraufhin ein größerer Anstieg der Einwohnerzahl in der zweiten Hälfte des 19. Jahrhunderts.
Die Kommune Ringerike entstand zum 1. Januar 1964, als die Kommunen Hønefoss, Tyristrand, Hole, Norderhov, Ådal und ein Teil der Kommune Krødsherad fusioniert wurden. Norderhov brachte 15.143, Hønefoss 4453, Ådal 3442, Hole 3184, Tyristrand 1714 und Krødsherad 42 Einwohner in die Kommune Ringerike ein. Der neue Gemeindename Ringerike war zuvor schon lange als Name für die Landschaft genutzt worden. Zum 1. Januar 1977 wurde Hole wieder von Ringerike abgespalten und eine eigenständige Kommune. In Hole lebten zu diesem Zeitpunkt 3915 Personen. Ringerike verblieb mit 26.420 Einwohnern. Nach der landesweiten Regionalreform gehörte Ringerike von 2020 bis 2023 zum Fylke Viken.

## Wirtschaft

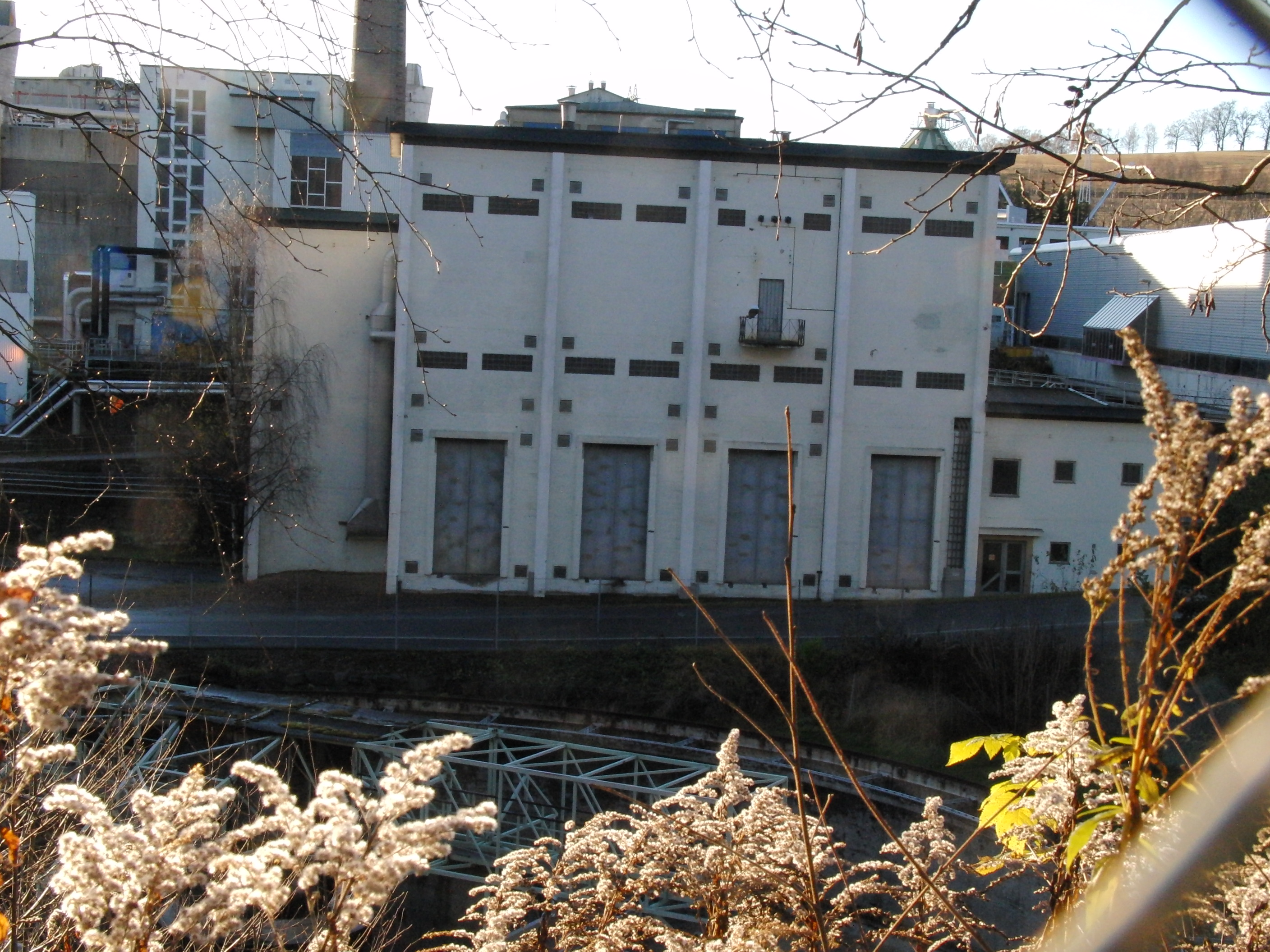
Kraftwerk Hofsfoss

Für die lokale Wirtschaft ist der Dienstleistungssektor von größerer Bedeutung. Dies liegt einerseits daran, dass Hønefoss die Position als Handels- und Dienstleistung für die Region einnimmt und auch der Tourismus von größerer Bedeutung ist. In der Industrie war lange die Holzverarbeitung dominierend. Durch die Schließung der Follum Fabrikker im Jahr 2012 ging ihre Bedeutung stark zurück. Seitdem ist vor allem die mechanische Industrie ein wichtiger Industriezweig in Ringerike. Nur wenige der Arbeitsplätze sind in der Land- und Forstwirtschaft verortet. Für die Landwirtschaft ist der Anbau von Getreide, Gartenbau sowie die Haltung von Rindern, Schweinen und Hühnern typisch. In Hønefoss liegt der Hauptsitz der norwegischen Kartografiebehörde, dem Kartverket.
In der Kommune befinden sich mehrere Wasserkraftwerke. Das Kraftwerk Hofsfoss wurde 1978 in Betrieb genommen und hatte zwischen 1991 und 2020 eine mittlere Jahresproduktion von etwa 155 GWh. Es nutzt eine Fallhöhe von rund 27 Metern in der Begna aus. Das Kraftwerk Hønefoss, das 1920 in Betrieb genommen wurde, hatte im selben Zeitraum eine mittlere Jahresproduktion von etwa 124 GWh. Die Fallhöhe liegt bei rund 22 Metern.
Im Jahr 2021 arbeiteten von rund 15.270 Arbeitstätigen etwa 10.280 in Ringerike selbst. Über 1000 Personen pendelten in die Kommune Oslo, jeweils über 500 nach Hole und Bærum. Zugleich pendelten über 1000 Personen aus Jevnaker nach Ringerike.

## Verkehr

### Straßenverkehr
Hønefoss ist ein bedeutender Verkehrsknotenpunkt für die Region. Durch die Kommune führt die Europastraße 16 (E16), die Norwegen in Ost-West-Richtung durchquert und unter anderem die Straßenverbindung zwischen den beiden größten norwegischen Städten, Oslo und Bergen, herstellt. Zwischen der Nordgrenze Ringerikes und Hønefoss verläuft die E16 weitgehend entlang der Begna. Bei Hønefoss unterteilt sich die Straße in zwei Arme: Ein Arm führt in den Osten, der andere in den Süden. Der östliche Zweig stellt die Verbindung zum Flughafen Oslo-Gardermoen her. Der südliche Zweig führt nach Sandvika in der Kommune Bærum und damit in das Osloer Stadtgebiet.
In Hønefoss treffen sowohl der Riksvei 7 als auch der Riksvei 350 auf die E16. Der Riksvei 7 führt von Hønefoss aus durch das Soknedalen in den Nordwesten. Der Riksvei 350 verläuft von Hønefoss aus in den Südwesten und stellt unter anderem die Anbindung an die Stadt Hokksund her.

### Schienenverkehr

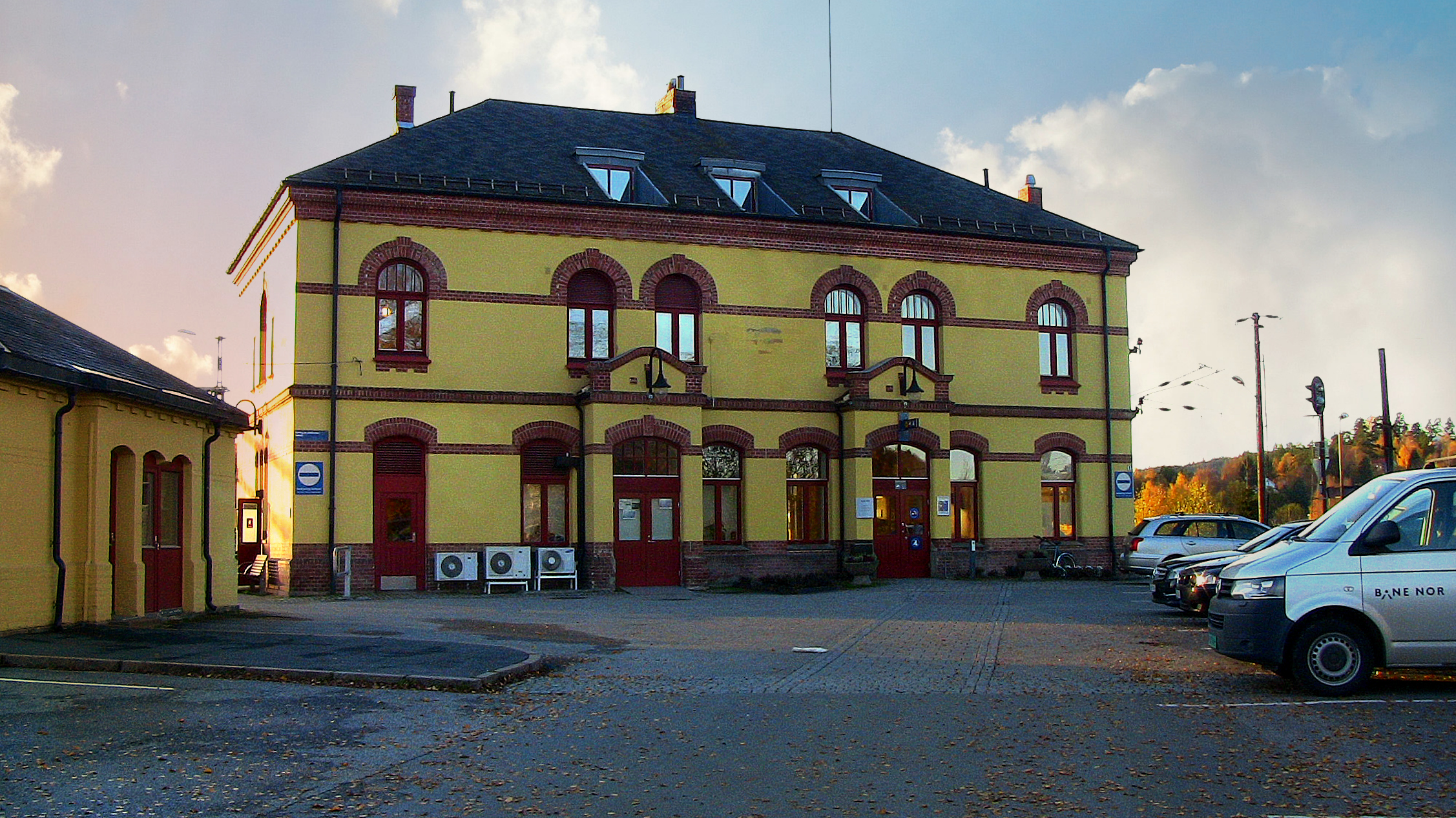
Bahnhof Hønefoss

Der erste Bahnhof in Hønefoss wurde 1868 eröffnet, als die Randsfjordbanen fertigstand. Das heutige Bahnhofsgebäude besteht seit 1909 und wurde zur Eröffnung der Bergensbanen gebaut. Der Abstand zum Osloer Hauptbahnhof beträgt rund 90 Kilometer.
Mit der Ringeriksbanen ist eine Erweiterung der Bergensbanen von Hønefoss nach Sandvika geplant. Sie soll die Reisezeit zwischen Bergen und Oslo um etwa eine Stunde verkürzen.

## Name und Wappen
Das seit 1967 offizielle Wappen der Kommune zeigt einen goldenen Ring auf rotem Hintergrund. Der Ring ist ein Symbol für die Einheit des Gebiets, das seit dem Mittelalter eine eigenständige Einheit bildet. Der Name leitet sich vom altnordischen Namen (H)ringaríki ab, der sich aus dem Volksnamen (h)ringar und ríki (deutsch „Reich“) zusammensetzt. Der Ursprung und die Bedeutung des Volksnamens ist nicht gesichert.

## Persönlichkeiten
- Fredrik Wilhelm Gomnaes (1868–1925), Komponist
- Bjørn Rørholt (1919–1993), Ingenieur, Offizier und Widerstandskämpfer
- Mads Kaggestad (* 1977), Radrennfahrer
- Tora Berger (* 1981), Biathletin
- Sølve Jokerud Strand (* 2000), Skispringer